# 宝満寺 (志布志市)
宝満寺（ほうまんじ）は、鹿児島県志布志市志布志帖にあった律宗寺院。正式名は「律宗秘山密教院宝満寺」と称した。鹿児島県指定史跡。

## 沿革
神亀年間に聖武天皇の勅願により建てられたとされるが、詳細は明らかではない。存在がはっきりするのは正和5年（1316年）に忍性の弟子である信仙英基により再建されたあたりからである。この時に奈良西大寺から持ち込まれた運慶作の如意輪観音像を本尊としたという。この本尊が安産に霊験あらたかとされ、一時は坊津の一乗院、慈眼寺と並んで「薩摩三名刹」と言われる大寺となった。しかし明治2年の廃仏毀釈によりあっけなく廃寺となった。
その後、明治19年（1886年）、大慈寺の説教所が跡地に建てられたが、この説教所も昭和7年（1932年）に廃止された。地元の宝満寺の信者により昭和11年（1936年）に再建されたのが現在残る宝満寺観音堂である。

## 現状
上記に述べた戦前再建の観音堂の他、かつて庭園だった池と仁王像、歴代住職の墓が廃寺以前から残る物である。また近年室町時代様式の池泉式庭園が復元された。
種田山頭火は昭和5年の秋頃志布志に入り、二泊滞在しながら街中を行乞し、この間句を詠んでいる。その種田山頭火の句碑が宝満寺跡に設置されている。
駐車場とトイレも改装されている。安産祈願の名所であり、戌の日には安産祈願の人でにぎわう。
入口には、わたしはしあわせと書いてある石像がある。

## 主な行事
- お釈迦祭り（しがっじょか） 毎年4月29日

「しがっじょか」とは4月8日の事をさす。旧暦4月8日ということで実際は5月の連休に実施されていた。昔懐かしい黒振袖に角隠しの花嫁が馬に乗っていく花嫁行列が再現される。

伝統料理としてせんさら（茹でたサメ料理）が出される。